# Leontiosz bizánci császár
Leontiosz (ógörögül: Λεόντιος, latinul: Leontius), eredetileg León (Isauria, 660 – Konstantinápoly, 706. február 15.), (uralkodott 695 – 698) a Bizánci Birodalom császára, II. Iusztinianosz hadvezére és hatalmának megdöntője volt.
IV. Konstantin nevezte ki az izauriai származású, sikeres tisztet az Anatolikon thema élére sztratégosznak. II. Iusztinianosz trónra lépésekor ő vezette az Abd al-Malik kalifa muszlim arabjai elleni sikeres háborút, ami előnyös békekötést eredményezett Bizánc számára. Később a császár mégis bebörtönöztette, amikor a frissen Anatóliába telepített és besorozott szlávok átállása miatt 692-ben elvesztette a szebasztopoli csatát Örményország területén.
A császár 695-ben kénytelen volt szabadon engedni tábornokát, mert szüksége volt rá a hadszíntéren, de ő Hellasz themájának sztratégoszaként az adókkal és áttelepítésekkel a népet sanyargató uralkodó helyére állt, akinek levágatta az orrát és a krími Kherszónba száműzette. Támogatója a kék politikai csoportosulás volt.
Uralkodásának legnagyobb horderejű eseménye az afrikai területek elvesztése volt. Az Afrikai Exarchátust hosszú ideje támadták a muszlim arabok, de csak 697-ben sikerült bevenniük a tartományi székvárost, Karthágót. Leontiosz még abban az évben flottát küldött a város felmentésére, ami sikerrel is járt, ám a 698-ban szárazföld és tenger felől egyaránt érkező, összehangolt arab támadással már nem tudta felvenni a harcot.
A vereség hatására a fellázadó bizánci flotta egy germán származású tisztet (drungariosz), a Kibüraióton thema parancsnokát, Apszimart kiáltotta ki császárnak. A zöldek konstantinápolyi pártjának segítségével átvette a hatalmat, Leontioszt pedig megcsonkíttatva kolostorba zárták. Az ekkortájt Kherszónból megszökő, és hatalmát 705-ben restauráló II. Iusztinianosz hazatérve mind a III. Tiberiosz néven uralkodó Apszimart, mind az orratlan Leontioszt nyilvánosan kivégeztette.